# Herman Stokes
Herman Ray Stokes (ur. 10 października 1932 w Houston, zm. 25 stycznia 1998 w Los Angeles) – amerykański lekkoatleta, trójskoczek, medalista igrzysk panamerykańskich, olimpijczyk.
Zdobył srebrny medal w trójskoku na igrzyskach panamerykańskich w 1959 w Chicago, przegrywając jedynie z Brazylijczykiem Adhemarem da Silvą, a wyprzedzając swego kolegę z reprezentacji Stanów Zjednoczonych Billa Sharpe’a. Odpadł w eliminacjach trójskoku na igrzyskach olimpijskich w 1960 w Rzymie. Zajął 4. miejsce na igrzyskach panamerykańskich w 1963 w São Paulo.
Był wicemistrzem Stanów Zjednoczonych (AAU) w trójskoku w 1959 i 1962 oraz brązowym medalistą w 1958.
Jego rekord życiowy w trójskoku wynosił 15,80 m, ustanowiony 13 czerwca 1959 w Pomonie.